# Гаральд Піхлер
Гаральд Піхлер (нім. Harald Pichler, нар. 18 червня 1987, Клагенфурт) — австрійський футболіст, захисник клубу «Гредіг».
Насамперед відомий виступами за клуби «Ваккер» (Інсбрук) і «Рапід» (Відень), а також молодіжну збірну Австрії.

## Клубна кар'єра
Народився 18 червня 1987 року в місті Клагенфурт. Вихованець юнацьких команд футбольних клубів «Каринтія» та «Фельдкірхен».
У 2006 році перейшов у «Ред Булл», у якому провів чотири сезони, проте виступав виключно за молодіжну команду, взявши участь у 91 матчі чемпіонату.
Своєю грою привернув увагу представників тренерського штабу «Ваккера» (Інсбрук), до складу якого приєднався 2010 року. Відіграв за інсбруцьку команду один сезон своєї ігрової кар'єри. Більшість часу, проведеного у складі інсбруцького «Ваккера», був основним гравцем захисту команди.
До складу клубу «Рапід» (Відень) приєднався 17 червня 2011 року, підписавши контракт на два роки. Згодом угоду було продовжено, і Гаральд провів в «Рапіді» 2,5 сезони, в яких 61 раз виходив на поле в національному чемпіонаті.
На початку 2014 року став гравцем «Ріда», а за півтора року, влітку 2015, приєднався до лав «Гредіга».

## Виступи за збірну
2008 року залучався до складу молодіжної збірної Австрії. На молодіжному рівні зіграв у 3 офіційних матчах.